# Pseudhemithea saturata
Pseudhemithea saturata là một loài bướm đêm trong họ Geometridae.